# Harris & Ford
Harris & Ford ist ein österreichisches DJ-Team bestehend aus den beiden DJs, Musikproduzenten und Songwritern Kevin Kridlo und Patrick Pöhl. Ihre Veröffentlichungen sind den Genres „Hardstyle“ sowie „EDM“ zuzuordnen. Sie haben zahlreiche Remixe von Partyschlagern veröffentlicht. Unklar ist bisweilen die Herkunft des Namens und ob dieser eine Anspielung auf den Schauspieler Harrison Ford ist.

## Geschichte
Gegründet wurde Harris & Ford im Januar 2011.
Legendär, Das Geht Boom und Tick Tack waren die ersten musikalischen Erfolge des Projektes. Alle drei Songs konnten sich in den offiziellen österreichischen Charts platzieren. Das Geht Boom hielt sich acht Wochen lang in den Singlecharts und erreichte auch Platz 1 der DJ Charts Austria.
Während ihre Produktionen in der Anfangszeit eher in den Bereich Dancepop einzuordnen waren, sind ihre aktuellen Produktionen und Veröffentlichungen in die Bereiche Hardstyle, Psytrance und Big-Room einzuordnen. Harris & Ford stehen seit Anfang 2019 bei Kontor Records unter Vertrag.
Im Mai 2019 erreichten sie mit ihrem Song Freitag Samstag (feat. Finch Asozial) Platz 88 der offiziellen deutschen Single Verkaufscharts. In weiterer Folge entstanden diverse internationale Zusammenarbeiten. Ebenfalls im Mai 2019 veröffentlichten sie ihre Single God Save The Rave zusammen mit Scooter. Im September folgte die Single Break the Beat zusammen mit dem italienischen DJ/Producer Team VINAI. Im November 2019 veröffentlichten sie einen offiziellen Remix für die Scooter Single Devils Symphony. Im Dezember veröffentlichen sie einen Remix zum Track Hardstyle Girl vom Projekt "Hard But Crazy". Der Remix erreichte Platz 1 bei Beatport Harddance.
Im Januar 2020 veröffentlichten sie Zusammen mit dem niederländischen Rapper Jebroer den Song Mutter. Der Titel beruht auf dem gleichnamigen Berliner Gassenhauer Mutter, der Mann mit dem Koks ist da aus dem ausgehenden 19. Jahrhundert, der auch bereits von Falco in den 1990er Jahren gecovert wurde, hat mit beiden allerdings lediglich Teile des Refrains gemein. Im März 2020 wurde Fight Back ihre gemeinsame Single mit Ummet Ozcan über Spinnin Records veröffentlicht. Im April 2020 veröffentlichten Harris & Ford zusammen mit dem norwegischen DJ- und Producerteam Da Tweekaz eine neue Remix-Version des Klassikers Moskau von Dschingis Khan. Premiere feierte das Remake bereits bei der World Club Dome Winter Edition in Düsseldorf im Januar 2020. Ebenfalls im April 2020 erschien ein Harris & Ford Remix des Scotty Clubhits He’s a Pirate. Die Melodie ist bekannt aus dem Walt Disney Movie Pirates of the Caribbean. Im Mai 2020 veröffentlichten sie den Song "Spotlight" zusammen mit dem niederländischen DJ und Produzenten Sander van Doorn auf Spinnin Records. Im Mai 2020 erschien die neue Single Wahre Freundschaft.

## Diskografie

### Singles
- 2011: Deine Show
- 2012: Ich habe Lust
- 2012: Legendär
- 2013: Das geht Boom (Shag Ragga) (vs. Gordon & Doyle feat. Lisah)
- 2014: Tick Tack (feat. Lisah)
- 2015: Geil! (feat. Trackshittaz)
- 2015: Wir brauchen Stimmung (feat. Vanny)
- 2016: Eurotrip (mit Anna Chiara)
- 2016: Wann, wenn nicht jetzt (vs. Powerkryner)
- 2017: Geboren um zu feiern (mit Marry)
- 2017: Für immer und jetzt (Club Mix) (mit Julia Buchner)
- 2017: Up & Down (Das Fit-Programm)
- 2017: 96 Stunden wach (feat. Jöli)
- 2018: Für immer jung
- 2018: Live is Life (feat. Ena)
- 2018: Ein Tag Unendlichkeit
- 2018: Hard, Style & Volksmusik (feat. Addnfahrer; AT: Platin)
- 2019: Die Party sind wir (mit Isi Glück)
- 2019: Drop Me Amadeus
- 2019: Freitag Samstag (mit Finch Asozial; AT: Gold)
- 2019: God Save the Rave (mit Scooter; DE, AT: Gold)
- 2019: Break the Beat (mit Vinai)
- 2020: Mutter (mit Jebroer)
- 2020: Fight Back (mit Ummet Ozcan)
- 2020: Moskau (mit Da Tweekaz)
- 2020: Spotlight (mit Sander van Doorn)
- 2020: Wahre Freundschaft
- 2020: Nachbarn (mit Finch Asozial; AT: Gold)
- 2020: Rocketship (mit Da Hool)
- 2020: Addicted To The Bass (mit Brennan Heart)
- 2020: My Way (mit Mike Candys)
- 2020: Higher Space (mit Jerome)
- 2021: The Master (mit Jebroer)
- 2021: Bye Bye (mit Neptunica)
- 2021: Lost in you (mit Maxim Schunk)
- 2021: Coco Jambo (mit HBz & Thovi)
- 2021: Running (mit Klaas)
- 2021: Everlasting (mit Nooma)
- 2021: Million Dreams (mit Ummet Ozcan)
- 2021: Circus (mit Amber Van Day)
- 2021: Irrenhaus (mit Outsiders; AT: Gold)
- 2021: I Wouldn't Know (mit Molow)
- 2021: Bassman (mit Blasterjaxx)
- 2021: Jeanny (mit Ian Storm & SilkandStones)
- 2021: Checkmate (mit Maxim Schuck & Hard But Crazy)
- 2021: Dreams (mit Axmo feat. Sarah de Waaren)
- 2021: Never Let Me Go (mit Timmy Trumpet & Cascada)
- 2021: Neon Lights (mit Lizot)
- 2021: Deine Mama (mit Glasperlenspiel)
- 2021: Survivors
- 2022: The Sound (mit Robert Falcon feat. JUSTN X)
- 2022: Alive (mit Madugo)
- 2022: Numb (mit DJ Gollum)
- 2022: Never Alone (mit Hard But Crazy)
- 2022: Hollywood (mit Faustix feat. PollyAnna)
- 2022: Amsterdam (mit 2 Engel & Charlie)
- 2022: Psycho (mit Bassjackers feat. Rebecca Helena)
- 2022: Turn Back Time
- 2022: Raindrop (mit Marnik feat. Shibui)
- 2022: Make The World Rave Again (mit Finch)
- 2022: Come With Me (mit W&W & Special D.)
- 2022: Died In Your Arms (Reloaded) (mit Sound Rush)
- 2022: Halo (mit Prezioso feat. Shibui)
- 2022: Won’t Forget (mit Xillions)
- 2022: Weekend Party (mit Italobrothers)
- 2022: I’ve Got Hungry Eyes (mit Mark Star & Chris Thor)
- 2022: 99 Luftballons
- 2022: Disco Disco Party Party (mit NoooN & Omar Sarsam feat. Marc Bernhuber)
- 2022: Castle In The Sky (mit LNY TNZ)
- 2023: Ruinen Dieser Welt (mit Outsiders & 2 Engel & Charlie)
- 2023: Apologize (mit BassWar & CaoX feat. Harry)
- 2023: Fantasy (Tricky Disco) (mit W&W & TRIIIPL3 INC.)
- 2023: Candyman (Dolly Song) (feat. PHIVA)
- 2023: Techno Is Back (mit Scooter; #8 der deutschen Single-Trend-Charts am 21. April 2023[11])
- 2023: Schlafen
- 2023: Welcome to the Club (mit Kyanu & DJ Gollum)
- 2023: Cotton Eye Joe (Reloaded) (mit Rednex)
- 2023: Du hast den schönsten Arsch der Welt (mit Alex C. & Y-ass)
- 2023: The Kids Aren’t Alright (mit DJ Gollum & GPF)
- 2023: Party Everywhere (mit Italobrothers)
- 2023: Jack (One More Round) (mit Captain Curtis)
- 2023: Leb deinen Traum (Digimon) (mit Anime Allstars)
- 2023: Rave & Shout (mit Scooter)
- 2023: Oxygen (mit Mairee)
- 2023: Wahnsinn (mit Wolfgang Petry)
- 2024: Teenage Dirtbag (mit BassWar & CaoX feat. Bobby John)
- 2024: How Do You Do
- 2024: Hush Little Baby (mit Jane in the Box & Luca-Dante Spadafora)
- 2024: King of My Castle (mit Bassbrain & Chaotic)
- 2024: Blau (mit 2 Engel & Charlie)
- 2024: Ein Kompliment

### Remixe
- 2011: C-Nattix – Liebe mit dir
- 2011: Sunset Project & Tomtrax – Nessaja
- 2012: Mike Indigo – Bam Baram
- 2012: Royal XTC feat. Molti – Hello
- 2013: DualXess & Nico Provenzano feat. Charlee – Ladies Night
- 2013: Gordon & Doyle – Raise Your Memory
- 2013: Funky Control – Freaky Boys
- 2013: DJ Ostkurve feat. Big Daddi, Kane & Enzo – Ti amo 2k13
- 2013: Clubraiders – Get Away
- 2013: Flava & Stevenson feat. Cesca Lara – Love à Paris
- 2013: Peter Sax – Pool Party
- 2013: Action ins Ohr – Egal
- 2013: Tomtrax – Mono 2 Stereo
- 2013: Seaside Clubbers – Nicht vergessen
- 2014: Trackshittaz – Geil!
- 2014: Pressure Unit feat. Young Sixx – Let’s Go Wild
- 2016: Andreas Gabalier – Hulapalu
- 2016: Vanessa Mai – Ich sterb für dich
- 2016: Kerstin Ott – Kleine Rakete
- 2017: Lorenz Büffel – Johnny Däpp
- 2017: Nockalm Quintett – In der Nacht
- 2017: Helene Fischer – Nur mit dir
- 2017: Marco Wagner & Dave Brown – Hey Bro
- 2017: Peter Wackel – Ich verkaufe meinen Körper
- 2017: Peter Power & Powerkryner – Links Rechts – Springen!
- 2018: Isi Glück – Das Leben ist ne Party
- 2018: Almklausi & Specktakel – Mama Laudaaa
- 2018: Andreas Gabalier – Hallihallo
- 2018: Die Ärzte – Schrei nach Liebe
- 2019: Miranda – Vamos ala Playa
- 2019: Scooter – Devils Symphony
- 2019: Hard But Crazy – Hardstyle Girl
- 2020: Scotty – He’s a Pirate
- 2021: Captain X – Wellerman
- 2021: Maxim Schunk & Noisetime – Perfect Match
- 2021: Emi Flemming – Don’t Worry (Get Yourself A Hobby)
- 2021: Jebroer – Bloody Mary
- 2021: Eskimo Callboy – Pump It
- 2021: Yves V & CORSAK feat. Leony – Where Do You Think You Are Going
- 2021: NoooN & Kati Breuer – Nüsse sind gesund
- 2022: Alexander Eder – 7 Stunden
- 2022: Julian Sommer – Dicht im Flieger
- 2022: 2 Engel & Charlie – Goethe
- 2022: Tream – 3er BMW
- 2022: Die Zipfelbuben – Olivia
- 2022: Nathan Evans – Drunken Sailor
- 2023: Hard But Crazy & Höhner – Viva Colonia
- 2023: Alex Christensen & The Berlin Orchestra – Wonderful Days
- 2023: Die Atzen – Disco Pogo